# تمثال ضخم من الكوارتزيت لأمنحتب الثالث
تمثال الكوارتزيت الضخم لأمنحتب الثالث هو تمثال مصري قديم يرجع تاريخه إلى الأسرة المصرية الثامنة عشر (حوالي 1350 قبل الميلاد). تم العثور عليها في المعبد الجنائزي الضخم للملك المصري أمنحتب الثالث على الضفة الغربية لنهر النيل في طيبة (الأقصر) في مصر. لم يبق سوى رأس التمثال الضخم المكسور. وهي جزء من مقتنيات قسم مصر القديمة والسودان بالمتحف البريطاني.

## وصف

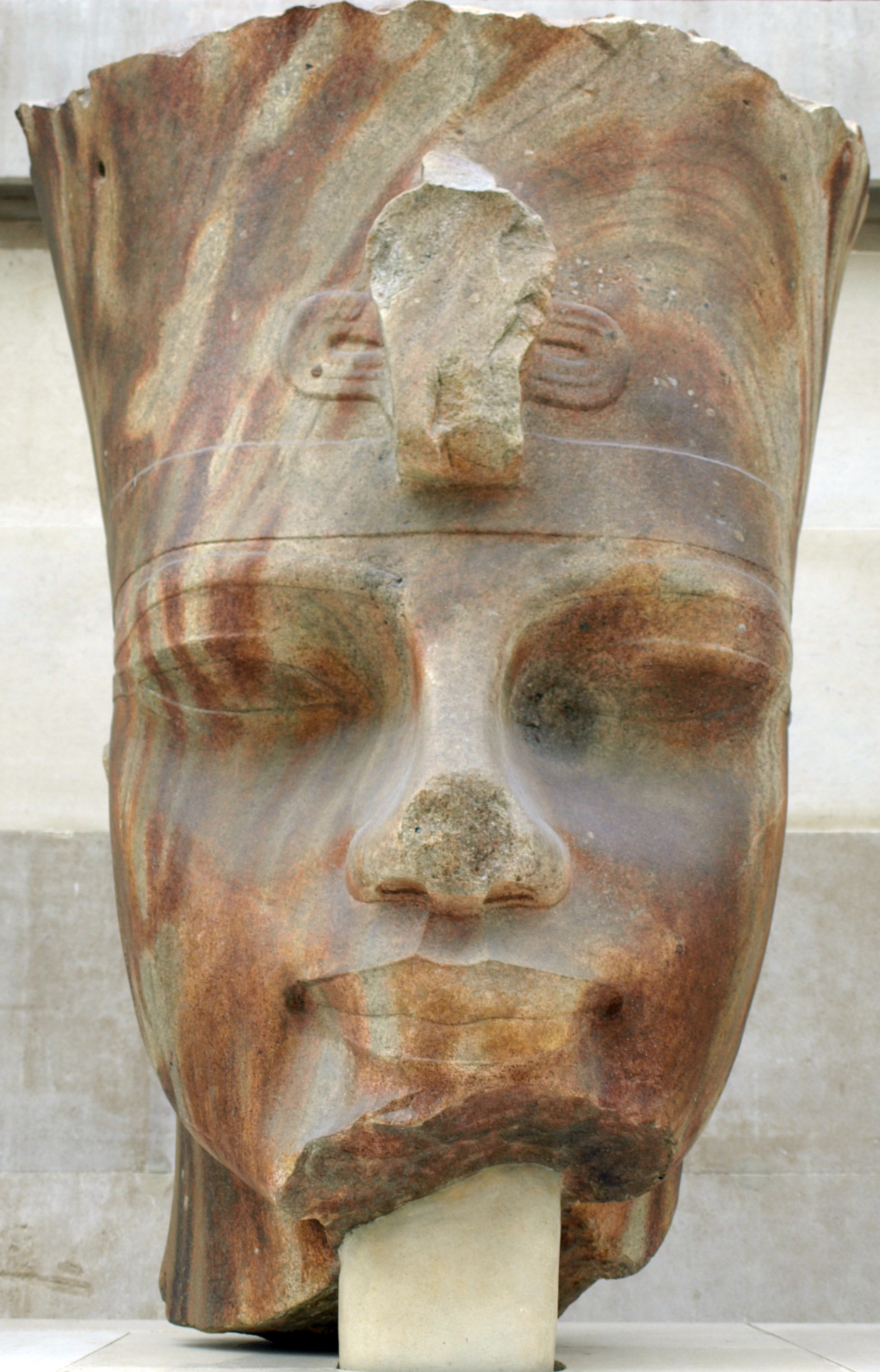

كان تمثال الكوارتزيت البني هذا واحدًا من سلسلة من التماثيل شبه المتطابقة التي تحيط بالجانب الغربي من الفناء ذي الأعمدة. عند اكتماله، كان من الممكن أن يبلغ ارتفاعه أكثر من 8 أمتار (26 قدمًا) بدون قاعدته، وكان الجسم سيقف في الوضع الكلاسيكي للإله أوزوريس مع ساقيه معًا وذراعاه متقاطعتان، ممسكًا بعصا الراعي والمذبة، اللذان كانا رموز الملكية المصرية القديمة. كان التمثال يرتدي نقبة ملكية قصيرة والتاج الأحمر لمصر السفلى مع الصل. سمح اكتشاف رأس تمثال آخر في عام 1964 والعديد من شظايا الجسم الأخرى بإعادة تشكيل وضع التمثال. كانت التماثيل على الجانب الآخر من الفناء متشابهة، لكنها كانت مصنوعة من الجرانيت الأحمر ويرتدون التاج الأبيض لمصر العليا.
تم تفسير الوضع على أنه يرمز إلى عيد سد الأول لأمنحتب الثالث ، عندما كان يعتقد أن الملك المصري خضع لطقوس التجديد وأصبح إلهًا بينما كان لا يزال على قيد الحياة. حدث هذا في الذكرى الثلاثين لحكمه. كإله، كان أمنحتب الثالث يعبد من خلال هذا التمثال وما شابه.

## الرأس
يبلغ ارتفاع الرأس 1.17 مترًا وعرضه 81 سم وعمقه 66 سم. تم شراؤها من هنري سولت في عام 1823. وهي تحمل الرقم المرجعي EA 7 وهي معروضة حاليًا في القاعة الكبرى بالمتحف. من سبتمبر 2006 إلى فبراير 2008 تم إرساله على سبيل الإعارة إلى الولايات المتحدة الأمريكية كجزء من معرض السفر «المعابد والمقابر».